# Breia
Breia là một đô thị ở tỉnh Vercelli trong vùng Piedmont thuộc Ý, có cự ly khoảng 90 km về phía đông bắc của Torino và khoảng 50 km về phia bắc của Vercelli. Tại thời điểm ngày 31 tháng 12 năm 2004, đô thị này có dân số 184 người và diện tích là 7,4 km².
Breia giáp các đô thị: Borgosesia, Cellio, Madonna del Sasso, Quarona, và Varallo Sesia.